# 缢断蛋白
缢断蛋白（英語：Dynamin，也译为发动蛋白、动力蛋白）是一种与真核生物內吞作用有关的GTP酶（GTPase），参与网格蛋白介导的内吞作用（clathrin-mediated endocytosis，CME）等各种膜裂变和融合过程。在CME的最后阶段，缢断蛋白组装并充当机械化学支架，使内陷的网格蛋白包被小窝（clathrin-coated pit，CCP）颈部的膜收缩和变形，并从细胞膜上切下新生囊泡。
缢断蛋白与其类似的蛋白属于一个“缢断蛋白超家族”（dynamin superfamily，DSP），成员包括：MX1（干扰素诱导的GTP结合蛋白1）、MFN1（线粒体融合蛋白1）、GBPs（鸟苷酸结合蛋白）等，都与细胞膜融合有关。

## 结构
缢断蛋白大小约96 kDa，长约900个氨基酸残基，从N-末端开始依次为GTP酶结构域（用于结合GTP）、富α螺旋区域、PH结构域（用于结合脂质）到C-末端的富脯氨酸结构域（用于结合SH3结构域的蛋白）。

## 類型
在哺乳动物中，有三种不同的缢断蛋白基因，三者的PH结构域关键序列存在差异：
- DNM1，在神经元和神经内分泌细胞中表达；
- DNM2，在大部分细胞中都有表达；
- DNM3，在睾丸中高度表达，但也存在于心脏、脑和肺组织中[1][6]。